# Mortes em dezembro de 2024
Mortes em 2024: ← Janeiro – Fevereiro – Março – Abril – Maio – Junho – Julho – Agosto – Setembro – Outubro – Novembro – Dezembro →
Esta é uma relação de pessoas notáveis que morreram durante o mês de dezembro de 2024, listando nome, nacionalidade, ocupação e ano de nascimento.

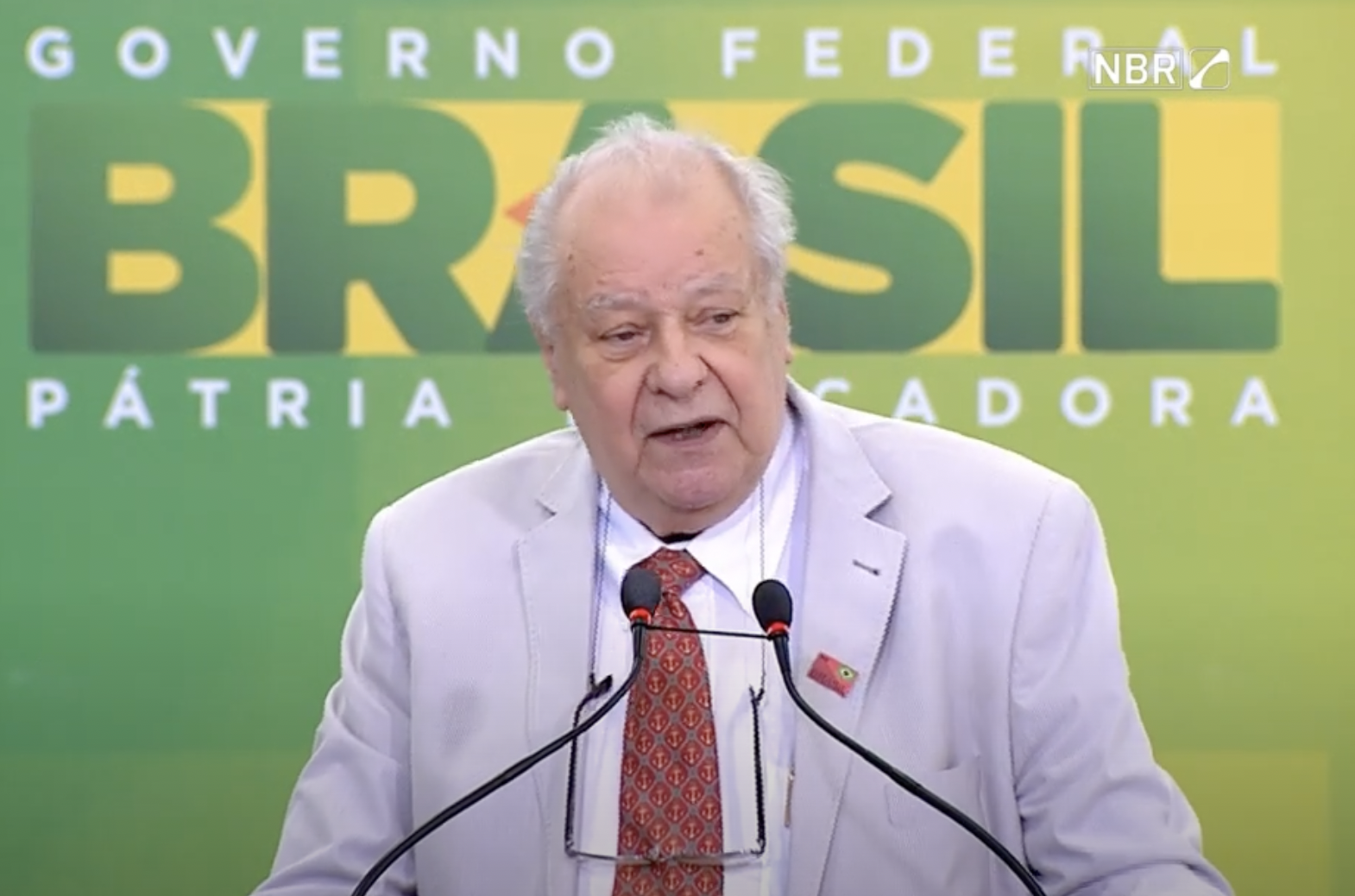
Rogério Cezar de Cerqueira Leite, físico, engenheiro e intelectual brasileiro.

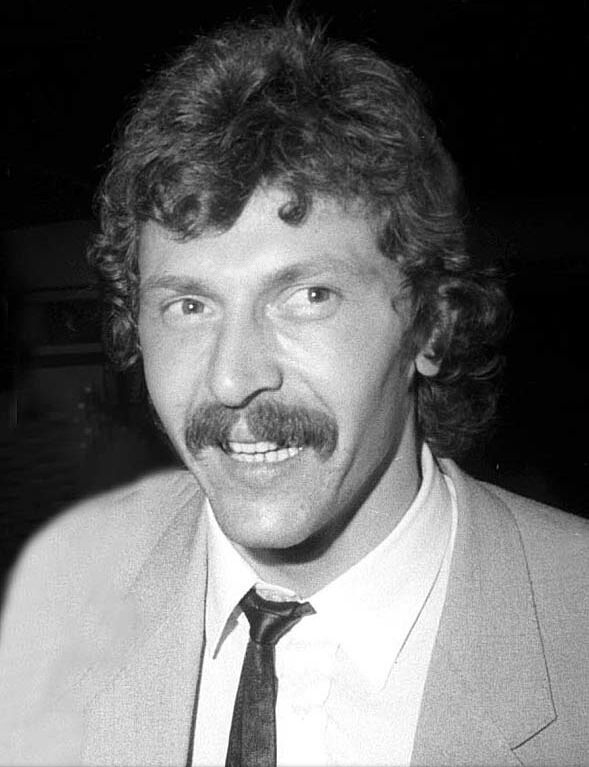
Helmut Duckadam, futebolista romeno.

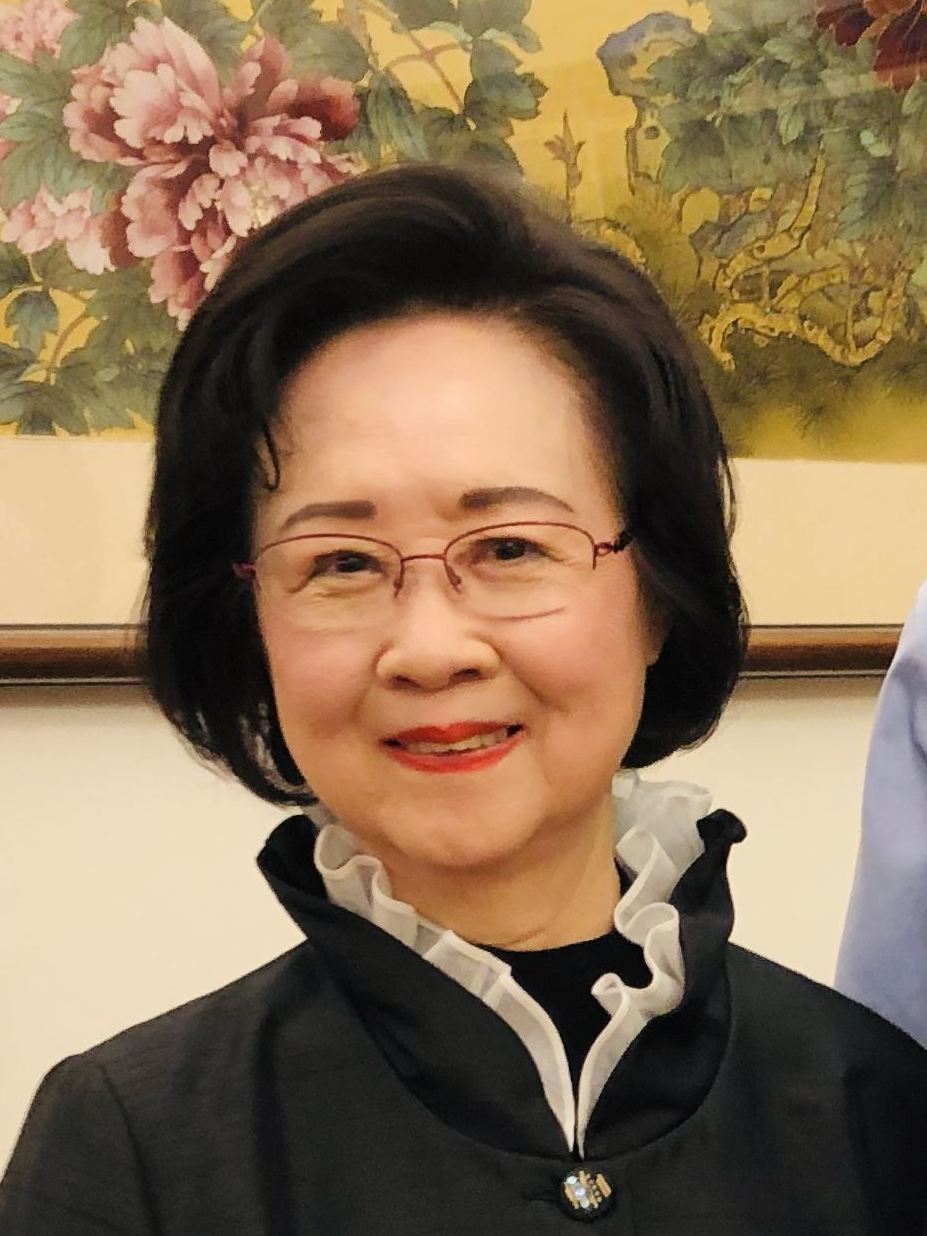
Chiung Yao, escritora taiwanesa.

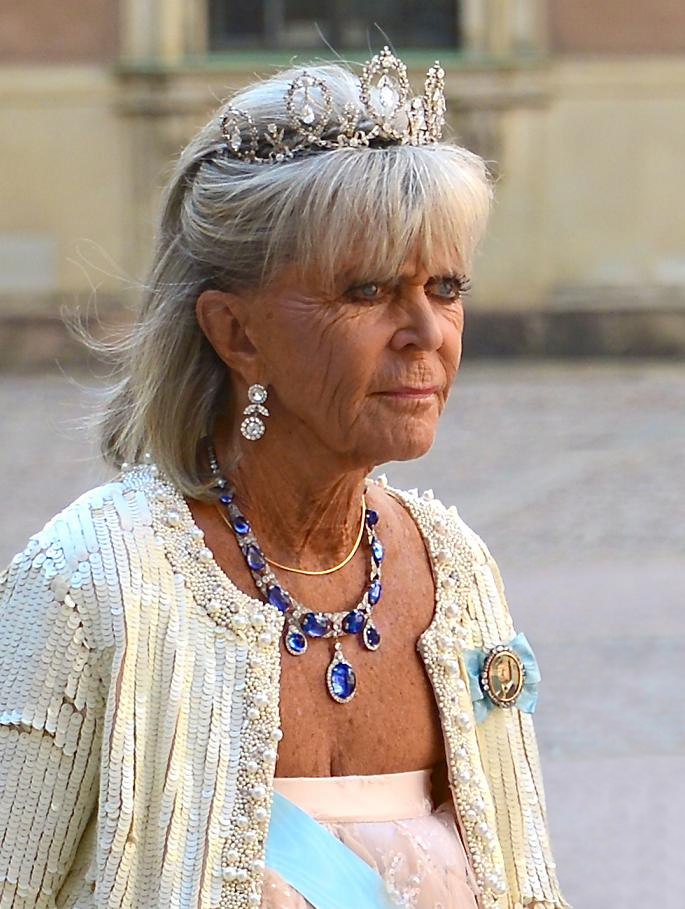
Brígida da Suécia, aristocrata sueca.

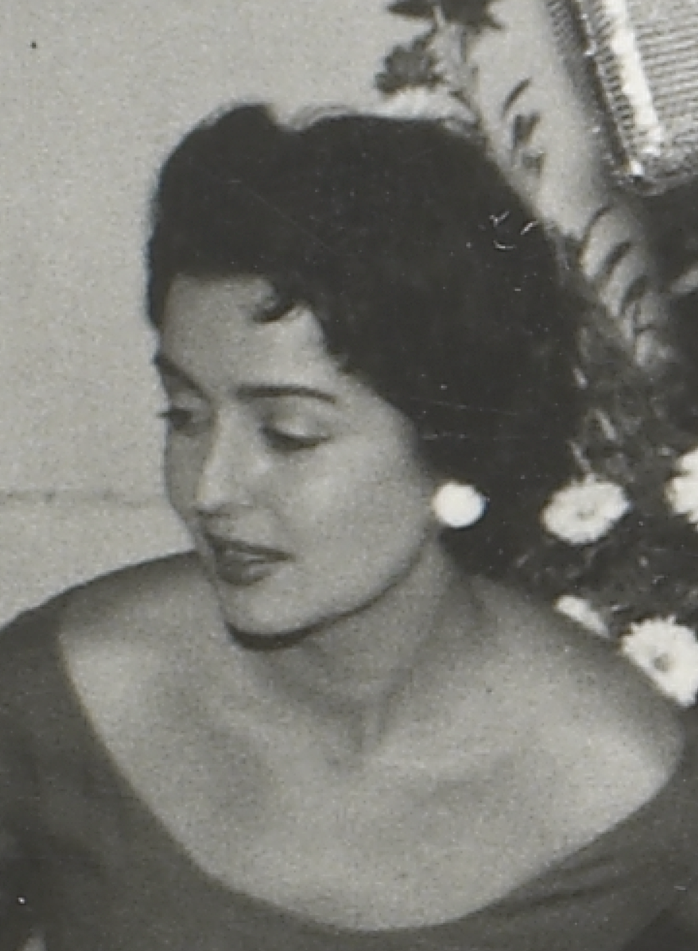
Fada Santoro, atriz brasileira.

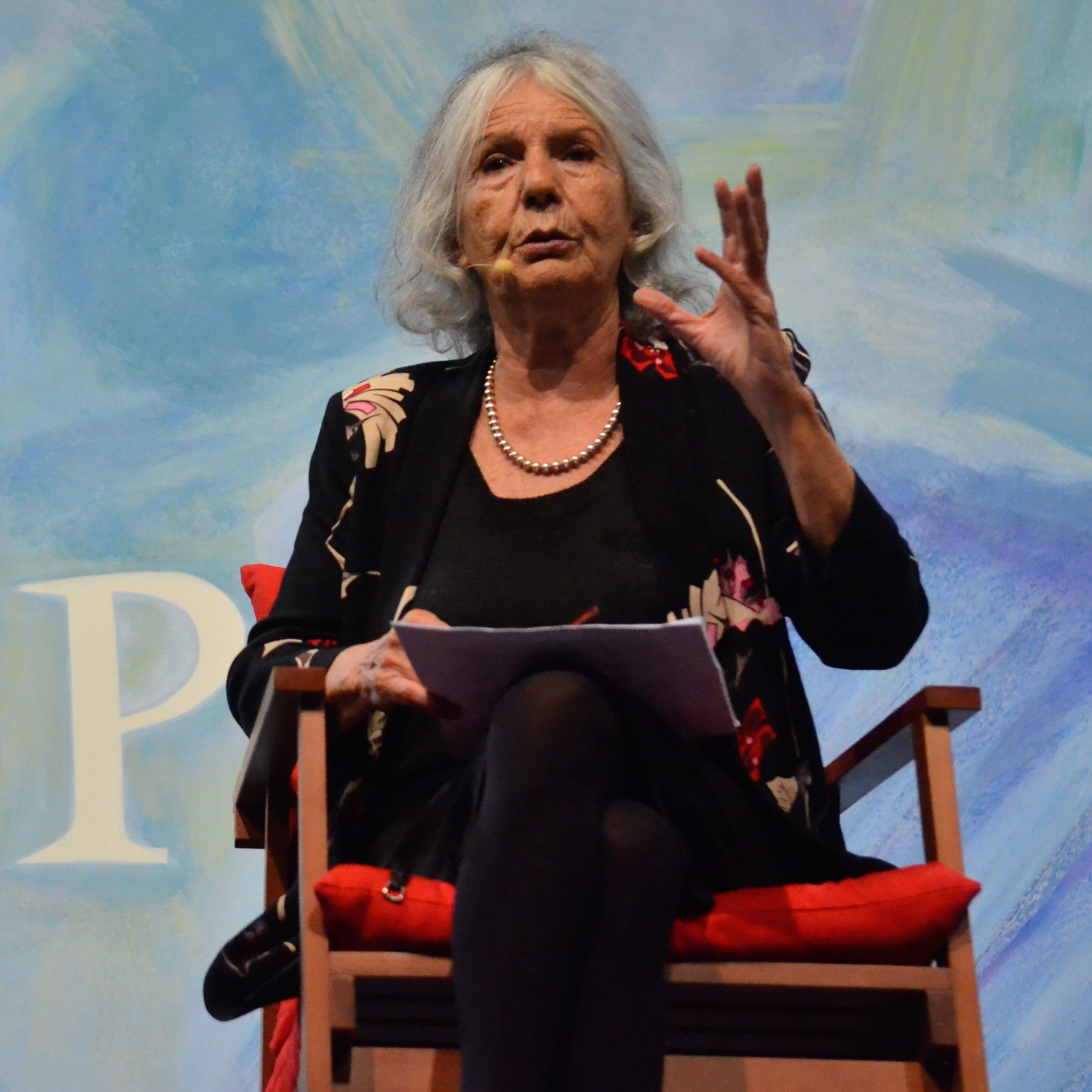
Beatriz Sarlo, crítica literária e escritora argentina.

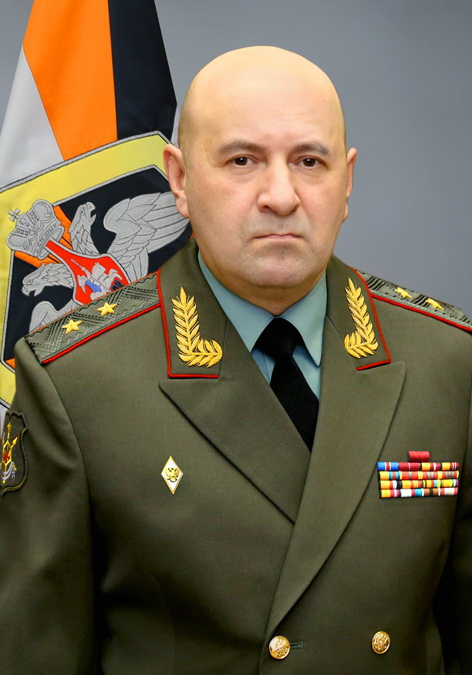
Igor Kiríllov Anatolyevich, militar russo.

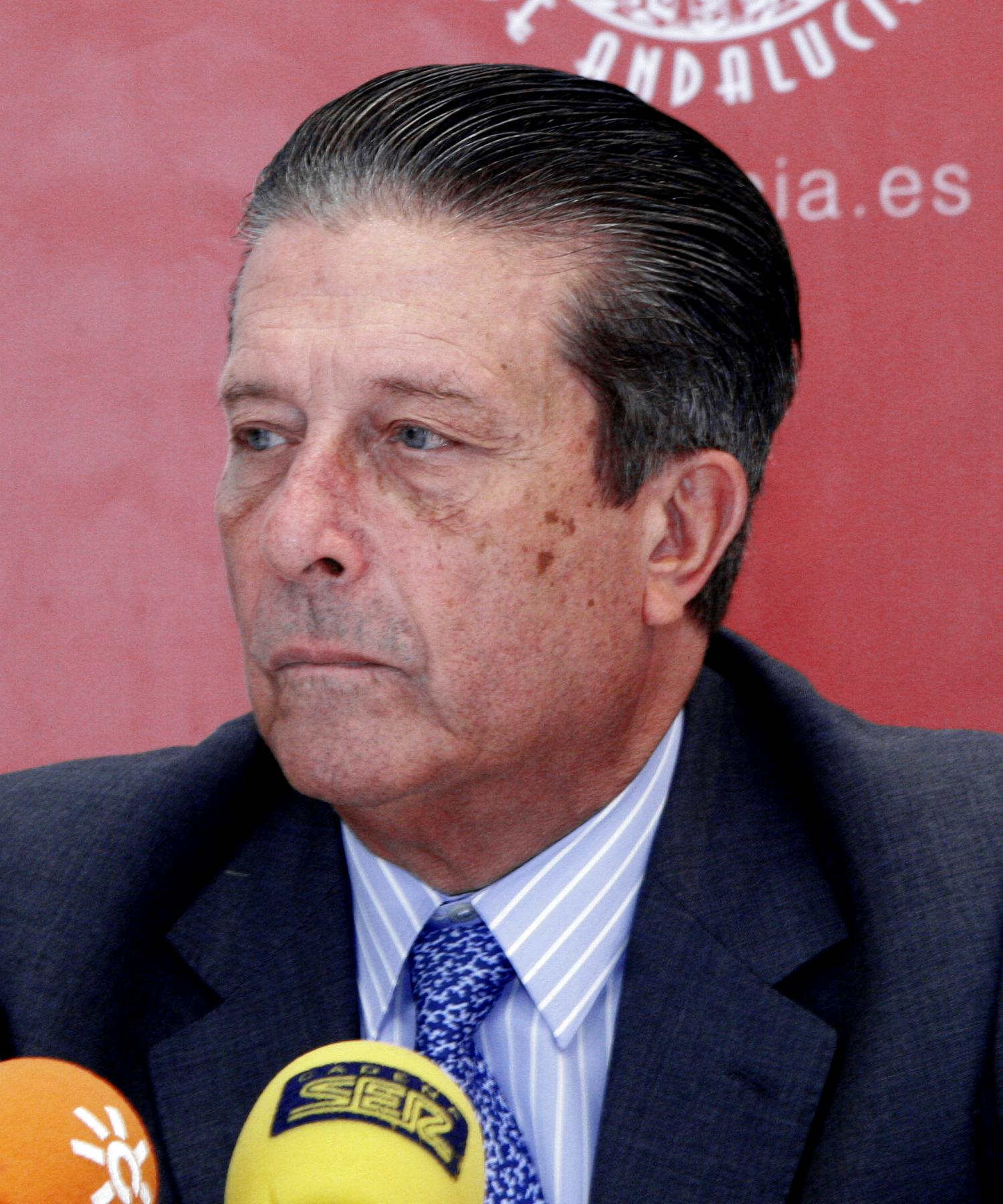
Federico Mayor Zaragoza, político espanhol.

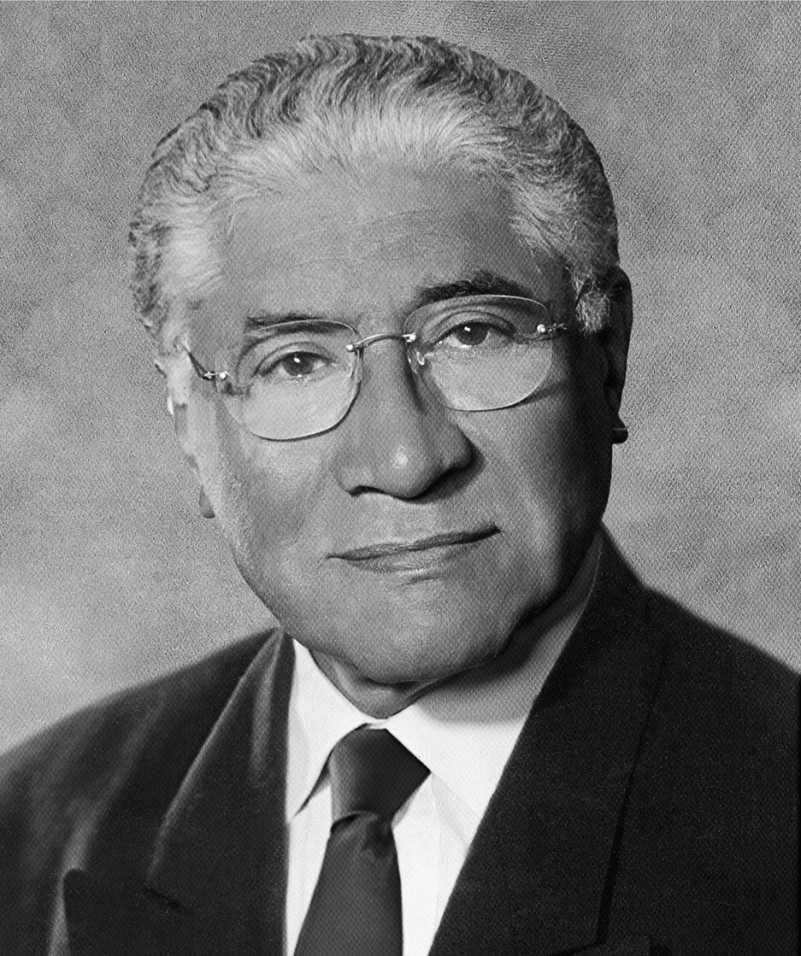
Alceu Collares, político brasileiro.

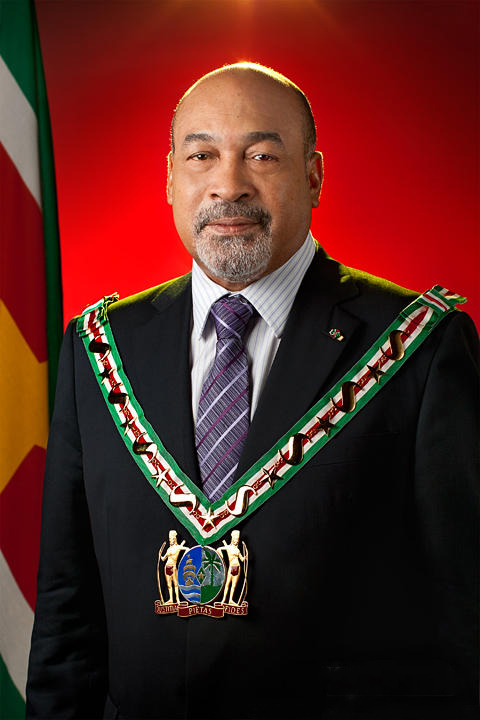
Dési Bouterse, político surinamês.

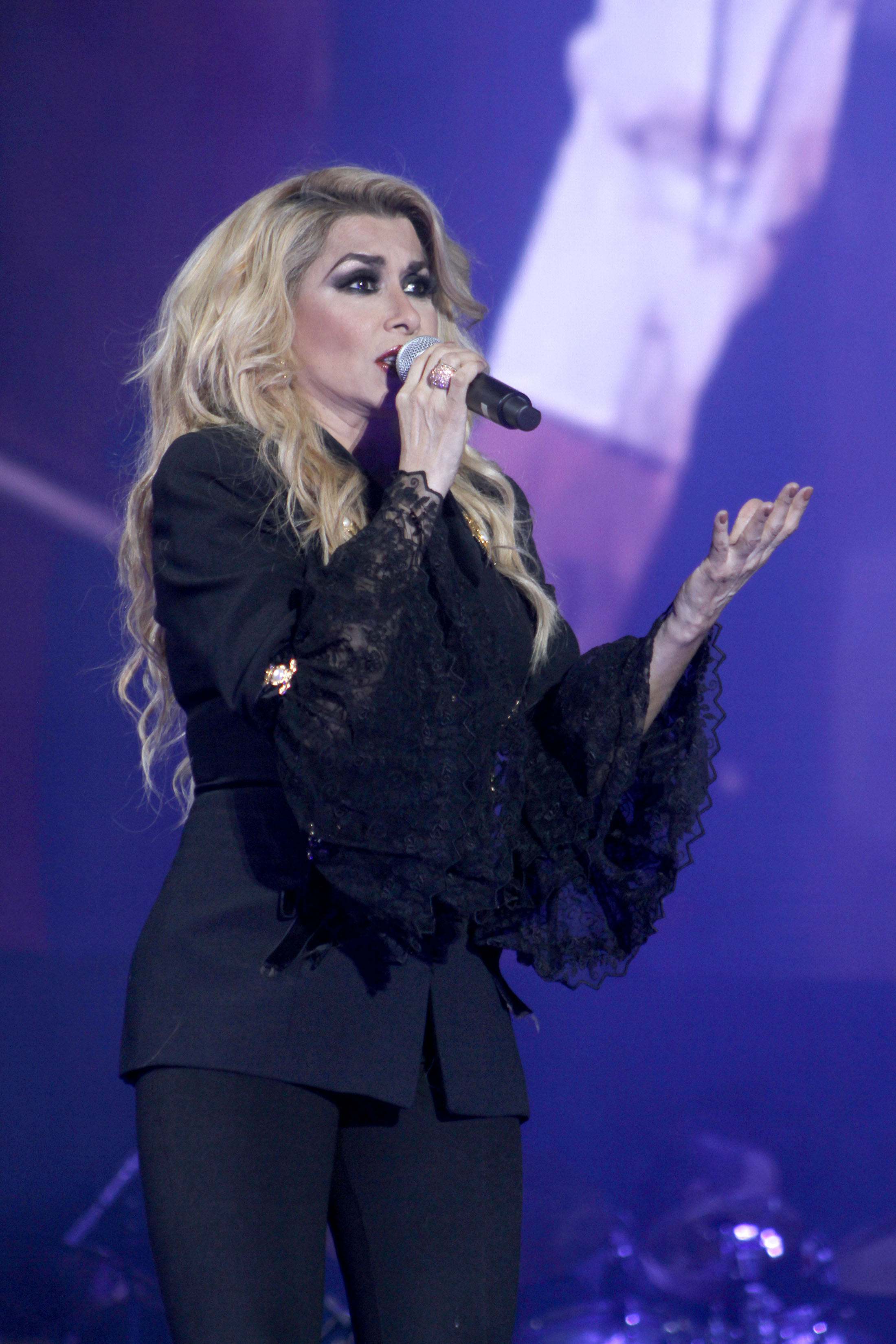
Dulce, cantora mexicana.

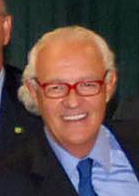
Ney Latorraca, ator, escritor e comediante brasileiro.

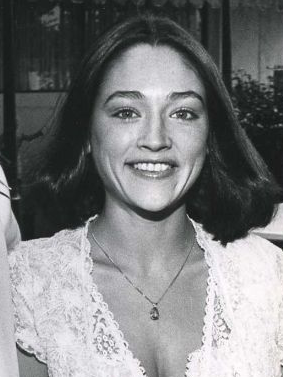
Olivia Hussey, atriz britânica.

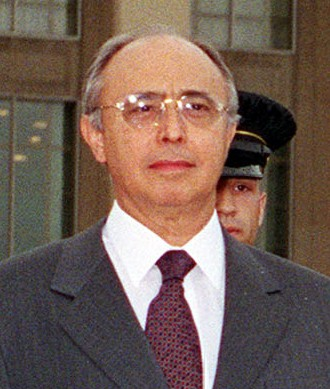
Geraldo Quintão, advogado e político brasileiro.

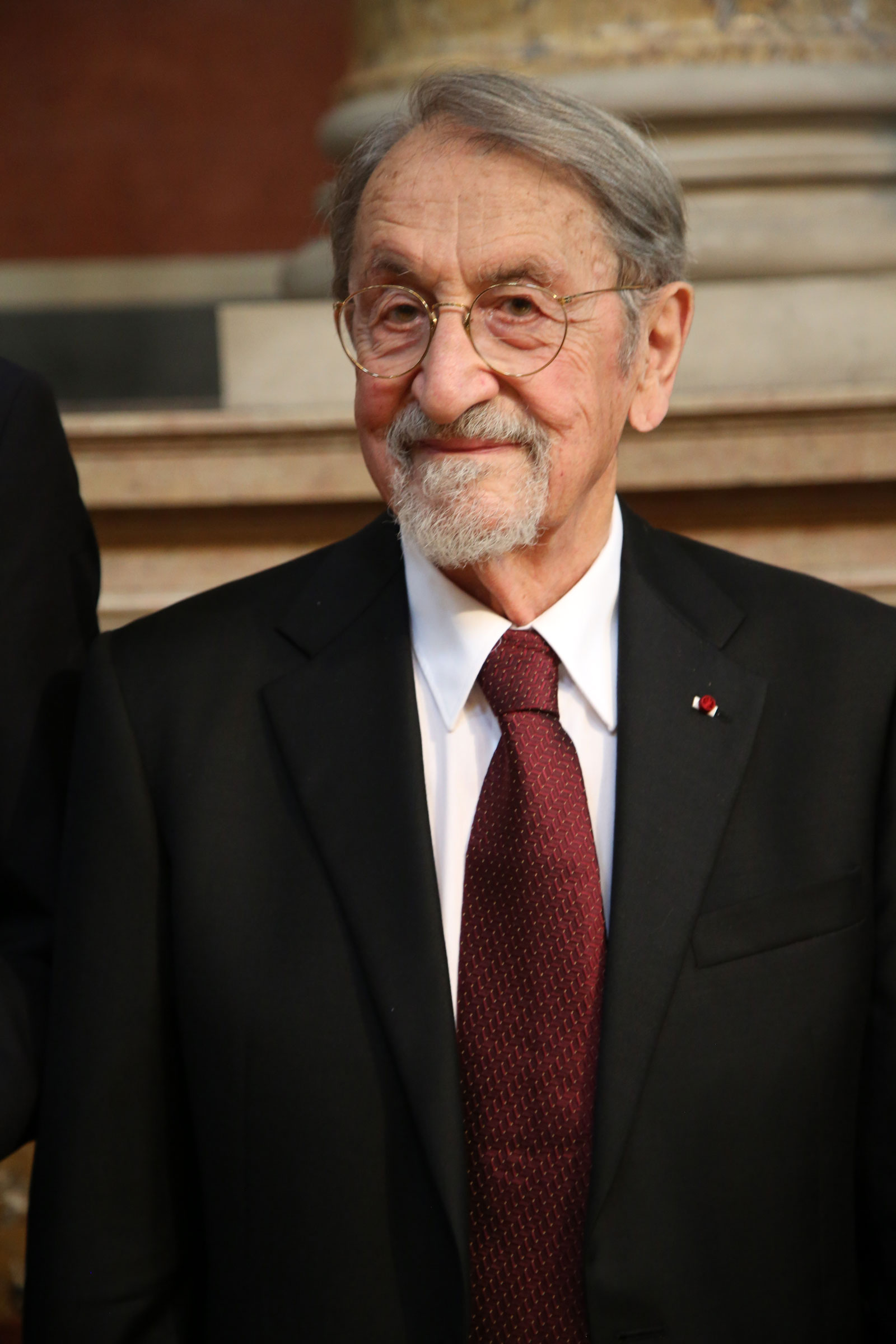
Karplus Martin, químico estadunidense, nascido na Áustria.

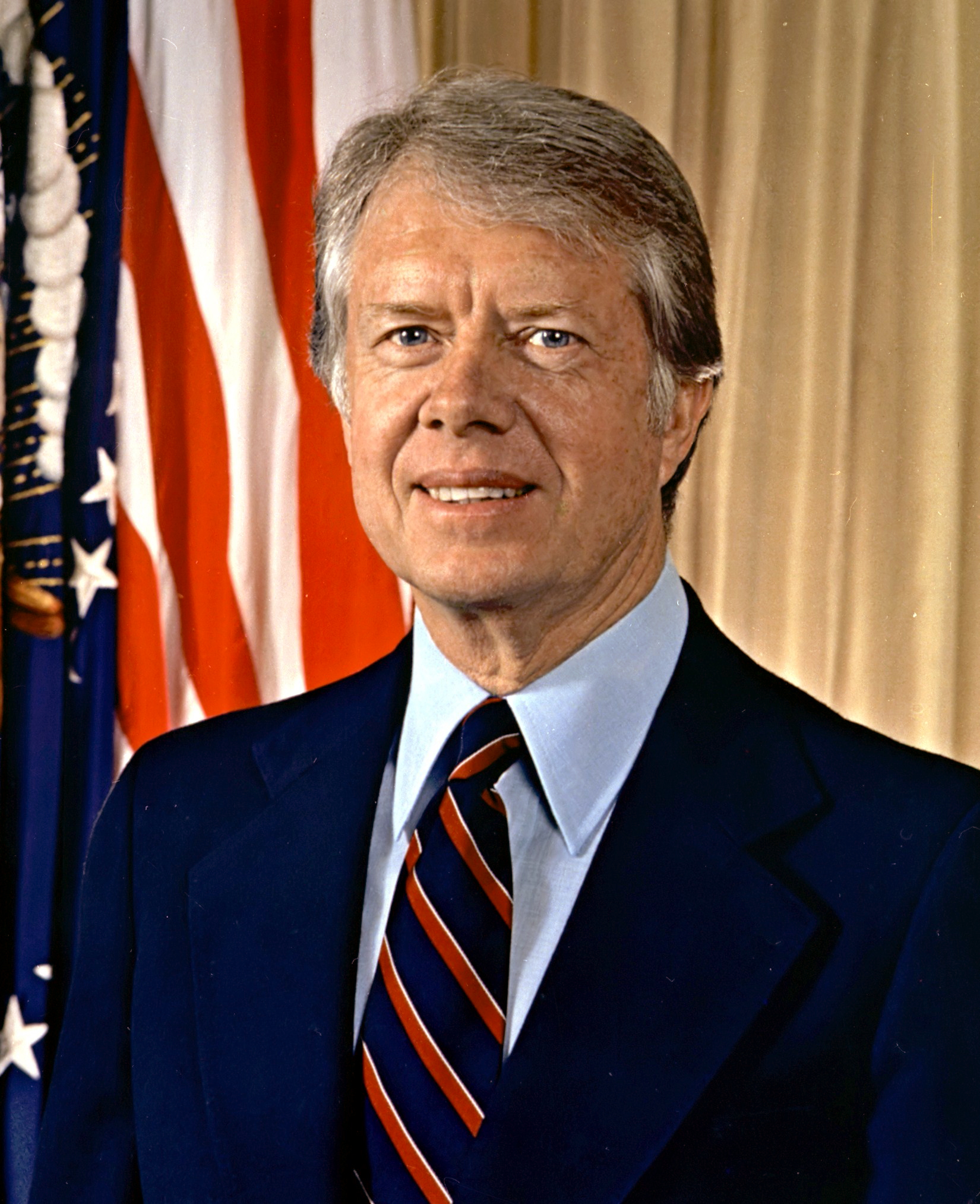
Jimmy Carter, político estadunidense.

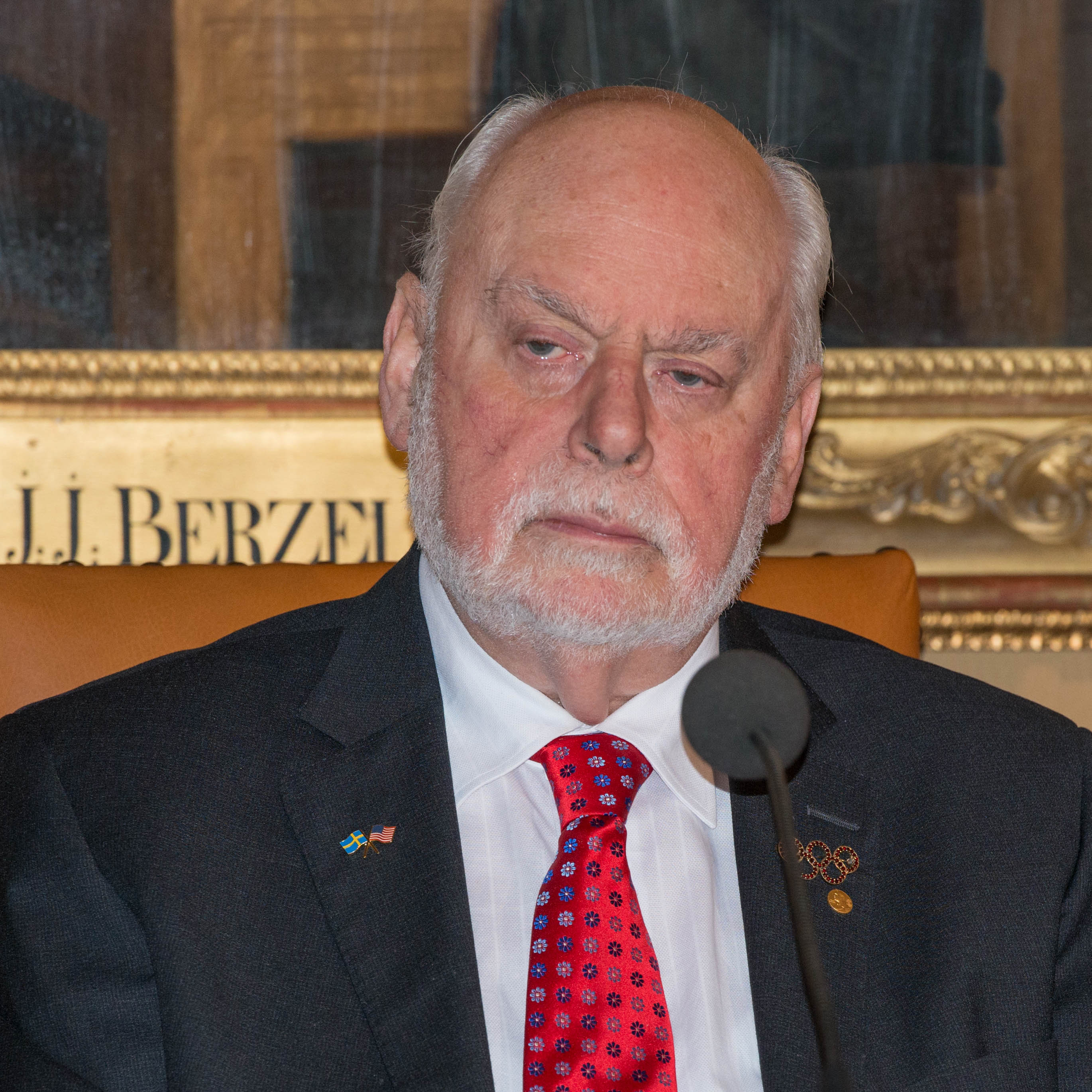
Fraser Stoddart, químico britânico naturalizado estadunidense.

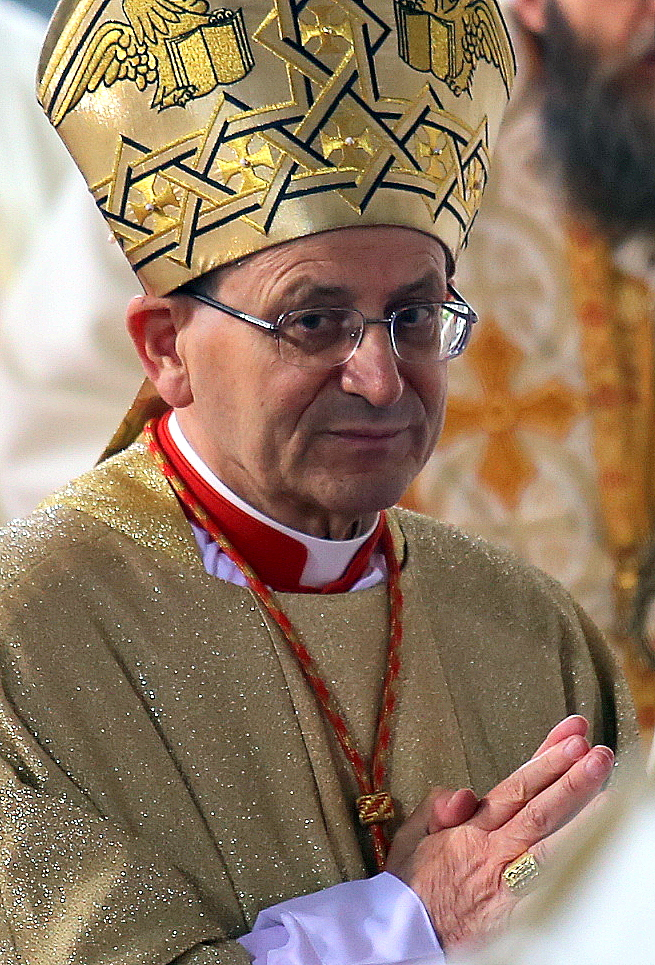
Angelo Amato, cardeal italiano.

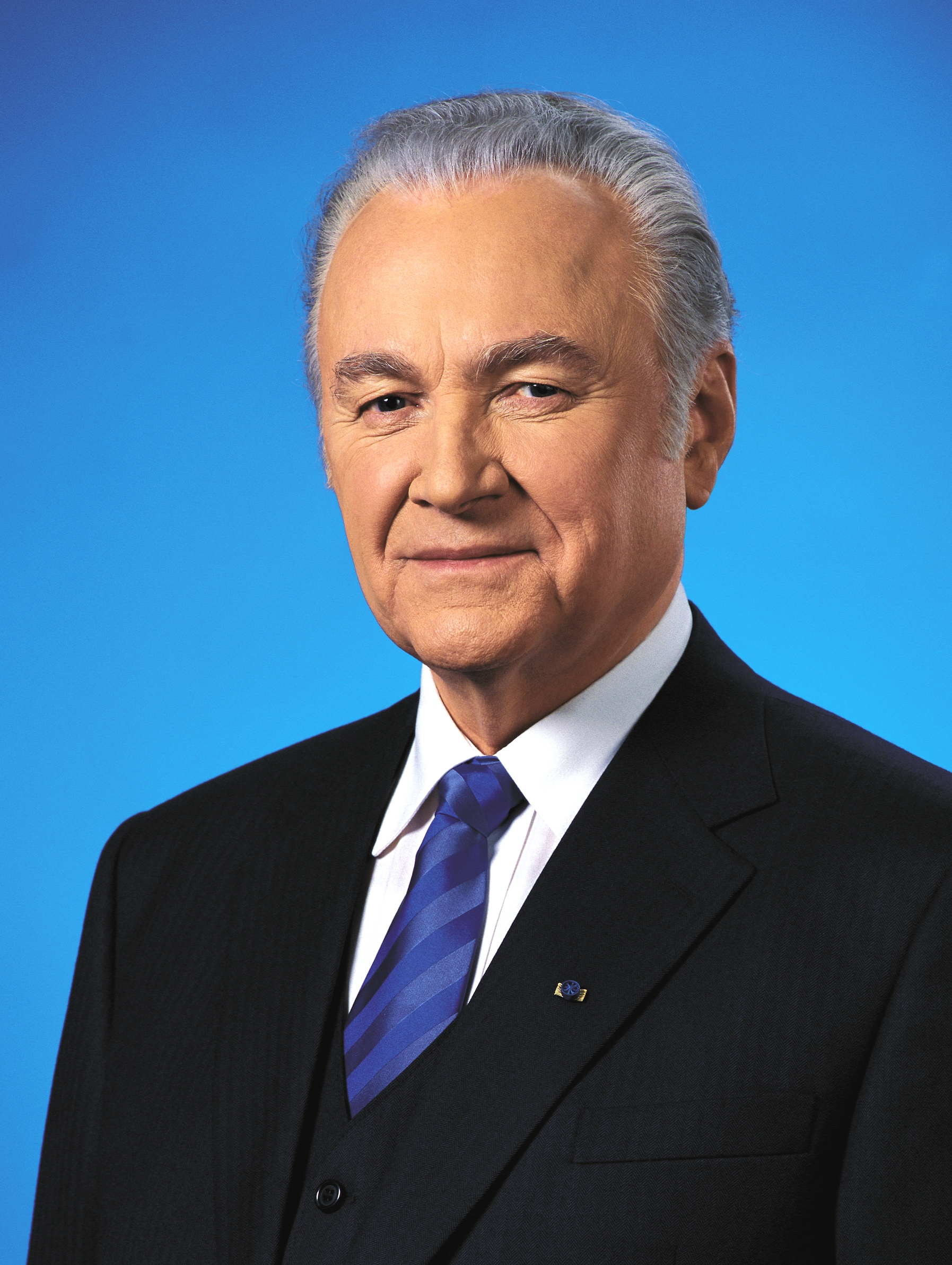
Arnold Rüütel, político estoniano.

| Dia | Nome                             | Profissão ou motivo de reconhecimento | Nacionalidade               | Nasc. | Ref     |
| --- | -------------------------------- | ------------------------------------- | --------------------------- | ----- | ------- |
| 1   | Rogério Cezar de Cerqueira Leite | Físico, engenheiro e intelectual      | Brasil                      | 1931  | [ 1 ]   |
| 1   | Sandra Reyes                     | Atriz                                 | Colômbia                    | 1975  | [ 2 ]   |
| 1   | Terry Griffiths                  | Jogador de snooker                    | Reino Unido                 | 1947  | [ 3 ]   |
| 1   | Ilke Wyludda                     | Atleta                                | Alemanha                    | 1969  | [ 4 ]   |
| 1   | Angel Vianna                     | Bailarina e coreógrafa                | Brasil                      | 1928  | [ 5 ]   |
| 1   | Padre Irala                      | Padre, escritor e músico              | Brasil/ Paraguai            | 1936  | [ 6 ]   |
| 2   | Helmut Duckadam                  | Futebolista                           | Roménia                     | 1959  | [ 7 ]   |
| 2   | Paulo Giardini                   | Ator                                  | Brasil                      | 1962  | [ 8 ]   |
| 2   | Neale Fraser                     | Tenista                               | Austrália                   | 1933  | [ 9 ]   |
| 2   | José Pinto Paiva                 | Enxadrista                            | Brasil                      | 1938  | [ 10 ]  |
| 2   | Héctor Luis Gutiérrez Pabón      | Prelado                               | Colômbia                    | 1937  | [ 11 ]  |
| 2   | Marlos Nobre                     | Compositor e pianista                 | Brasil                      | 1939  | [ 12 ]  |
| 3   | Frederick Bernard Henry          | Prelado                               | Canadá                      | 1943  | [ 13 ]  |
| 3   | Victor S. Gonçalves              | Arqueólogo                            | Portugal                    | 1946  | [ 14 ]  |
| 4   | Chiung Yao                       | Escritora                             | Taiwan                      | 1938  | [ 15 ]  |
| 4   | Brígida da Suécia                | Aristocrata                           | Suécia                      | 1937  | [ 16 ]  |
| 4   | Dante Mircoli                    | Futebolista                           | Itália/ Argentina           | 1947  | [ 17 ]  |
| 4   | Lucien Kassi-Kouadio             | Futebolista                           | Costa do Marfim             | 1963  | [ 18 ]  |
| 4   | Gilberto Mendonça Teles          | Poeta e escritor                      | Brasil                      | 1931  | [ 19 ]  |
| 4   | Wolfgang Wildgen                 | Linguista                             | Alemanha                    | 1944  | [ 20 ]  |
| 5   | Jacques Roubaud                  | Escritor e matemático                 | França                      | 1932  | [ 21 ]  |
| 5   | Evgeny Velikhov                  | Físico e científico                   | Rússia/ União Soviética     | 1935  | [ 22 ]  |
| 6   | Phelekezela Mphoko               | Político                              | Zimbabwe                    | 1940  | [ 23 ]  |
| 6   | Vitaly Dyrdyra                   | Velejador                             | Ucrânia/ União Soviética    | 1938  | [ 24 ]  |
| 6   | Ángela Álvarez                   | Cantora                               | Cuba/ Estados Unidos        | 1927  | [ 25 ]  |
| 6   | Dickie Rock                      | Cantor                                | Irlanda                     | 1936  | [ 26 ]  |
| 6   | Fernando Borges Bastos           | Político                              | Brasil                      | 1939  | [ 27 ]  |
| 7   | Freusa Zechmeister               | Arquiteta e figurinista               | Brasil                      | 1941  | [ 28 ]  |
| 8   | Raminho de Oxóssi                | Umbandista                            | Brasil                      | 1938  | [ 29 ]  |
| 9   | Dalton Trevisan                  | Escritor                              | Brasil                      | 1925  | [ 30 ]  |
| 9   | Nikki Giovanni                   | Escritora e poeta                     | Estados Unidos              | 1944  | [ 31 ]  |
| 9   | Júlio Costamilan                 | Político                              | Brasil                      | 1934  | [ 32 ]  |
| 9   | Joel Mendes                      | Futebolista                           | Brasil                      | 1946  | [ 33 ]  |
| 9   | Ali Mahmoud                      | Militar                               | Síria                       | ?     | [ 34 ]  |
| 10  | Andrea Kékesy                    | Patinadora                            | Hungria                     | 1926  | [ 35 ]  |
| 10  | Rocky Colavito                   | Beisebolista                          | Estados Unidos              | 1933  | [ 36 ]  |
| 10  | Kreskin                          | Mentalista                            | Estados Unidos              | 1935  | [ 37 ]  |
| 10  | Mahieddine Khalef                | Treinador                             | Argélia                     | 1944  | [ 38 ]  |
| 10  | Donald Bitzer                    | Engenheiro                            | Estados Unidos              | 1934  | [ 39 ]  |
| 11  | Corinne Alal                     | Cantora                               | Israel                      | 1955  | [ 40 ]  |
| 11  | Aili Vahtrapuu                   | Escultora                             | Estónia/ União Soviética    | 1950  | [ 41 ]  |
| 12  | Amaury Antônio Pasos             | Basquetebolista                       | Brasil                      | 1935  | [ 42 ]  |
| 12  | Danuț Grecu                      | Ginasta                               | Roménia                     | 1950  | [ 43 ]  |
| 12  | Wolfgang Becker                  | Cineasta                              | Alemanha                    | 1954  | [ 44 ]  |
| 12  | Márcia Gomes                     | Atriz e dubladora                     | Brasil                      | 1947  | [ 45 ]  |
| 12  | Sérgio Augusto Pereira Novis     | Médico                                | Brasil                      | 1940  | [ 46 ]  |
| 13  | Lorraine O'Grady                 | Escritora                             | Estados Unidos              | 1934  | [ 47 ]  |
| 13  | Diane Delano                     | Atriz                                 | Estados Unidos              | 1957  | [ 48 ]  |
| 14  | Klaus Wöller                     | Handebolista                          | Alemanha                    | 1956  | [ 49 ]  |
| 15  | Fada Santoro                     | Atriz                                 | Brasil                      | 1924  | [ 50 ]  |
| 16  | Dick Van Arsdale                 | Basquetebolista e treinador           | Estados Unidos              | 1943  | [ 51 ]  |
| 16  | Anita Bryant                     | Cantora e ativista anti-LGBT          | Estados Unidos              | 1940  | [ 52 ]  |
| 17  | Beatriz Sarlo                    | Crítica literária e escritora         | Argentina                   | 1942  | [ 53 ]  |
| 17  | Marisa Paredes                   | Atriz                                 | Espanha                     | 1946  | [ 54 ]  |
| 17  | Jānis Timma                      | Basquetebolista                       | Letónia                     | 1992  | [ 55 ]  |
| 17  | Igor Anatolyevich Kiríllov       | Militar                               | Rússia/ União Soviética     | 1970  | [ 56 ]  |
| 17  | Nicholas Chia Yeck Joo           | Prelado                               | Singapura                   | 1938  | [ 57 ]  |
| 17  | Aigars Fadejevs                  | Atleta                                | Letónia/ União Soviética    | 1975  | [ 58 ]  |
| 17  | William Labov                    | Linguista                             | Estados Unidos              | 1927  | [ 59 ]  |
| 17  | Harry Alziro Sauer               | Político                              | Brasil                      | 1925  | [ 60 ]  |
| 17  | Manuel dos Santos Lima           | Linguista, escritor e militar         | São Tomé e Príncipe/ Angola | 1935  | [ 61 ]  |
| 18  | Dietmar Constantini              | Futebolista e treinador               | Áustria                     | 1955  | [ 62 ]  |
| 18  | John Marsden                     | Escritor                              | Austrália                   | 1950  | [ 63 ]  |
| 18  | Rik Van Looy                     | Ciclista                              | Bélgica                     | 1933  | [ 64 ]  |
| 18  | Fernanda Britto                  | Consultora e influenciadora digital   | Brasil                      | 1960  | [ 65 ]  |
| 18  | Klaus Wolfermann                 | Atleta                                | Alemanha                    | 1946  | [ 66 ]  |
| 18  | Vladimir Dorokhov                | Voleibolista                          | Rússia/ União Soviética     | 1954  | [ 67 ]  |
| 18  | Cosmas Michael Angkur            | Prelado                               | Indonésia                   | 1937  | [ 68 ]  |
| 18  | Nina Monteiro                    | Atriz                                 | Portugal                    | 1932  | [ 69 ]  |
| 18  | Carole Joan Crawford             | Modelo                                | Jamaica                     | 1943  | [ 70 ]  |
| 19  | Federico Mayor Zaragoza          | Político                              | Espanha                     | 1934  | [ 71 ]  |
| 20  | Rey Misterio, Sr.                | Lutador                               | México                      | 1958  | [ 72 ]  |
| 20  | George Eastham                   | Futebolista                           | Reino Unido                 | 1936  | [ 73 ]  |
| 20  | Rickey Henderson                 | Basebolista                           | Estados Unidos              | 1955  | [ 74 ]  |
| 22  | Hélder de Matos Nunes            | Jornalista                            | Portugal                    | 1949  | [ 75 ]  |
| 22  | Stuart Alan Rice                 | Químico                               | Estados Unidos              | 1932  | [ 76 ]  |
| 23  | Anthony Julius Naro              | Linguista                             | Estados Unidos              | 1942  | [ 77 ]  |
| 23  | Dési Bouterse                    | Político                              | Suriname                    | 1945  | [ 78 ]  |
| 24  | Alceu Collares                   | Político                              | Brasil                      | 1927  | [ 79 ]  |
| 24  | Pascal Hervé                     | Ciclista                              | França                      | 1964  | [ 80 ]  |
| 25  | Dulce                            | Cantora                               | México                      | 1955  | [ 81 ]  |
| 25  | Mingo Rangel                     | Cantor e compositor                   | Portugal                    | 1958  | [ 82 ]  |
| 26  | Ney Latorraca                    | Ator, escritor e comediante           | Brasil                      | 1944  | [ 83 ]  |
| 26  | Manmohan Singh                   | Economista e político                 | Índia                       | 1932  | [ 84 ]  |
| 26  | Esmeralda Amoedo                 | Fadista                               | Portugal                    | 1936  | [ 85 ]  |
| 26  | John B. Cobb                     | Teólogo                               | Estados Unidos              | 1925  | [ 86 ]  |
| 26  | OG Maco                          | Rapper                                | Estados Unidos              | 1992  | [ 87 ]  |
| 27  | Olivia Hussey                    | Atriz                                 | Reino Unido                 | 1951  | [ 88 ]  |
| 27  | Dayle Haddon                     | Modelo e atriz                        | Canadá                      | 1949  | [ 89 ]  |
| 27  | Geraldo Quintão                  | Advogado e político                   | Brasil                      | 1935  | [ 90 ]  |
| 27  | Arnold Orowae                    | Prelado                               | Papua-Nova Guiné            | 1955  | [ 91 ]  |
| 28  | Igo Iwant Losso                  | Político                              | Brasil                      | 1936  | [ 92 ]  |
| 28  | Martin Karplus                   | Químico                               | Áustria/ Estados Unidos     | 1930  | [ 93 ]  |
| 29  | Aleksey Bugayev                  | Futebolista                           | Rússia/ União Soviética     | 1981  | [ 94 ]  |
| 29  | Jimmy Carter                     | Político                              | Estados Unidos              | 1924  | [ 95 ]  |
| 29  | Ahmed Adaweyah                   | Cantor                                | Egito                       | 1945  | [ 96 ]  |
| 29  | Linda Lavin                      | Atriz                                 | Estados Unidos              | 1937  | [ 97 ]  |
| 29  | Tomiko Itooka                    | Supercentenária                       | Japão                       | 1908  | [ 98 ]  |
| 29  | Gladys Afamado                   | Pintora e escultora                   | Uruguai                     | 1925  | [ 99 ]  |
| 30  | Hugo Sotil                       | Futebolista                           | Peru                        | 1949  | [ 100 ] |
| 30  | Jorge Lanata                     | Jornalista                            | Argentina                   | 1960  | [ 101 ] |
| 30  | Janxide ibne Abedalá de Zanzibar | Sultão                                | Tanzânia                    | 1929  | [ 102 ] |
| 30  | Adília Lopes                     | Poetisa                               | Portugal                    | 1960  | [ 103 ] |
| 30  | Émile Idée                       | Ciclista                              | França                      | 1920  | [ 104 ] |
| 30  | Ruggero Franceschini             | Prelado                               | Itália                      | 1939  | [ 105 ] |
| 30  | Fraser Stoddart                  | Químico                               | Reino Unido/ Estados Unidos | 1942  | [ 106 ] |
| 30  | Pascal Lainé                     | Escritor                              | França                      | 1942  | [ 107 ] |
| 30  | Wolfgang de Beer                 | Futebolista                           | Alemanha                    | 1964  | [ 108 ] |
| 31  | Angelo Amato                     | Prelado                               | Itália                      | 1938  | [ 109 ] |
| 31  | Arnold Rüütel                    | Político                              | Estónia/ União Soviética    | 1926  | [ 110 ] |
| 31  | Jocelyn Wildenstein              | Socialite                             | Suíça                       | 1940  | [ 111 ] |